# Jakub Jezierski
Jakub Jezierski (9 luglio 2004) è un calciatore polacco, centrocampista dello Śląsk Breslavia.

## Carriera
Cresciuto nel settore giovanile dello Śląsk Breslavia, ha debuttato in prima squadra il 30 marzo 2024 nell'incontro di prima divisione polacca pareggiato 2-2 contro il Piast Gliwice; ha segnato il suo primo gol il 22 novembre seguente, nella trasferta pareggiata 2-2 contro il Jagiellonia.

## Statistiche

### Presenze e reti nei club
Statistiche aggiornate al 26 luglio 2025.
| Stagione        | Squadra          | Campionato      | Campionato | Campionato | Coppe nazionali | Coppe nazionali | Coppe nazionali | Coppe continentali | Coppe continentali | Coppe continentali | Altre coppe | Altre coppe | Altre coppe | Totale | Totale | Totale |
| Stagione        | Squadra          | Comp            | Pres       | Reti       | Comp            | Pres            | Reti            | Comp               | Pres               | Reti               | Comp        | Pres        | Reti        | Pres   | Reti   |        |
| --------------- | ---------------- | --------------- | ---------- | ---------- | --------------- | --------------- | --------------- | ------------------ | ------------------ | ------------------ | ----------- | ----------- | ----------- | ------ | ------ | ------ |
| 2020-2021       | Śląsk Wrocław II | 2L              | 1          | 0          | -               | -               | -               | -                  | -                  | -                  | -           | -           | -           | 1      | 0      |        |
| 2021-2022       | Śląsk Wrocław II | 2L              | 18         | 0          | CP              | 1               | 0               | -                  | -                  | -                  | -           | -           | -           | 19     | 0      |        |
| 2022-2023       | Śląsk Wrocław II | 2L              | 20         | 0          | CP              | 1               | 0               | -                  | -                  | -                  | -           | -           | -           | 21     | 0      |        |
| 2023-2024       | Śląsk Wrocław II | 3L              | 24         | 6          | CP              | 1               | 0               | -                  | -                  | -                  | -           | -           | -           | 25     | 6      |        |
| 2024-2025       | Śląsk Wrocław II | 3L              | 8          | 1          | -               | -               | -               | -                  | -                  | -                  | -           | -           | -           | 8      | 1      |        |
| mar.-giu.2024   | Śląsk Breslavia  | EK              | 7          | 0          | CP              | 0               | 0               | -                  | -                  | -                  | -           | -           | -           | 7      | 0      |        |
| 2024-2025       | Śląsk Breslavia  | EK              | 18         | 2          | CP              | 1               | 0               | UECL               | 3                  | 0                  | -           | -           | -           | 22     | 2      |        |
| 2025-2026       | Śląsk Breslavia  | 1L              | 2          | 0          | CP              | 0               | 0               | -                  | -                  | -                  | -           | -           | -           | 2      | 0      |        |
| Totale carriera | Totale carriera  | Totale carriera | 98         | 9          |                 | 4               | 0               |                    | 3                  | 0                  |             | -           | -           | 105    | 9      |        |